# Ефіальт
Ефіальт (грец. Ἐφιάλτης) — афінський державний діяч, ватажок демократичного угруповання.
Висловлюючи інтереси демократичних кіл населення, Ефіальт виступав за розрив зі Спартою, був прихильником подальшої демократизації державного ладу Афін та ліквідації політичного значення ареопагу, який складався з представників родової аристократії. У 462 р. провів реформу з обмеження функцій ареопагу, у справах якого залишилися лише кримінальні процеси. Незабаром був убитий за змовою аристократії.

## Реформи Ефіальта
Політичні та судові реформи були спрямовані на обмеження прав ареопагу, який в той час займали провідне місце в афінській моделі управління полісом. Першим кроком до реалізації задуму стало те, що в 462 до н. е. народні збори під керівництвом Ефіальта позбавили ареопаг права затверджувати чи ухвалювати вже прийняті закони. В ареопагу також відібрали право судити осіб, що вчинили службові злочини. Усі ці справи передано Раді п'ятисот і геліеї — народному суду присяжних. В компетенції ареопагу залишилися лише функції про розгляд судових питань про вбивство звичайних людей та релігійні справи. За усі інші державні справи відповідальність несла геліея.
Під час голосування на народних зборах кожен афінський громадянин мав право заявити про незаконність даного законопроєкту. Як тільки громадянин висловив свою незгоду, законопроєкт йшов на розгляд геліеї. На засіданні геліеї обвинувач мав довести, що законопроєкт не відповідає чинним законам або є шкідливим. Якщо суд погоджувався з обвинувачем, автора відхиленого законопроєкту штрафували, а в деяких випадках могли навіть стратити. Якщо ж суд визнавав звинувачення безпідставним, штрафували обвинувача. Після такого процесу важко було противникам афінської демократії, бо вона стала під захист народного суду.
Справа в тому, що однією з головних функцій ареопагу напередодні реформ було заслуховування звітів посадових осіб після закінчення термінів їх повноважень. Прагнучи усунути ґрунт для корупції, Ефіальт ускладнив систему звітів, але одночасно зробив її голоснішою, надавши демосу право безпосереднього контролю за діяльністю посадових осіб. Ефіальт змінив систему звітів посадових осіб. Тепер будь-який громадянин Афін міг після надання магістратом звіту звернутися зі скаргою, на який іде у відставку.
Процедура, що виникла в результаті реформи, передбачала, що магістрати повинні надавати звіти протягом 30 днів після завершення їх повноважень 10 логістами, обраними з числа членів Ради п'ятисот. Логісти зобов'язані були перевірити звіт і передати його в народний суд (геліею) для ратифікації або з'ясування суперечок.
Крім того, з ім'ям Ефіальт антична традиція пов'язує звичай виставляти всі документи (декрети і постанови) на агорі для загального ознайомлення.